# Teozofija
Teozofija (božanska modrost), se je razvila v 19. stoletju z namenom duhovno razgledanih posameznikov, ki so poskušali pomagati premagovati družbene in verske konflikte v svetu. To so storili s pomočjo ustanavljanja Teozofskih društev v 44 državah takratnega sveta. Namen teozofskih društev je bil sledeč:
1. Ustvariti jedro splošnega bratstva med ljudmi brez razlik z ozirom na raso, vero, narodnost, družbeni položaj in spol.
2. Pospešiti razvoj komparativnih študij različnih religioznih, filozofskih in znanstvenih sistemov.
3. Raziskati še neznane naravoslovne zakone in latentne moči človeka. Člani društva si morajo prizadevati končati razne verski prepire in konflikte ter združujejo ljudi dobre volje, kljub temu da imajo različna verovanja z drugimi delijo sadove svojega študija. Pri tem delovanju jih veže težnja za resnico.

## Znani Teozofi
- Aldous Huxley
- Aleksander Skrjabin
- Alice Bailey
- Annie Besant
- Charles Leadbeater
- Ernest Wood
- Franz Hartmann
- George Arundale
- George William Russell
- Helena Petrovna Blavatsky
- Henry Steel Olcott
- Katherine Tingley
- Mabel Collins
- Radha Burnier
- Rudolf Steiner (do leta 1911, ko je prekinil s teozofijo in uvedel antropozofijo)
- Jakob Lorber
- Rukmini Devi Arundale
- Swami Dayananda Sarasvati
- Vasilij Vasiljevič Kandinski (vplivi teozofije)
- William Quan Judge